# Asplenium dalhousiae
Asplenium dalhousiae är en svartbräkenväxtart som beskrevs av William Jackson Hooker. Asplenium dalhousiae ingår i släktet Asplenium och familjen Aspleniaceae. Inga underarter finns listade.